# Sangir
Sangir (Sangil auf den Philippinen) ist eine in Nordsulawesi auf den Sangir-Inseln und benachbarten Inseln der Philippinen gesprochene Sprache. Sie gehört zu den philippinischen Sprachen der malayo-polynesischen Sprachen innerhalb der austronesischen Sprachen.